# Aedes neogalloisi
Aedes neogalloisi är en tvåvingeart som beskrevs av Chen 2000. Aedes neogalloisi ingår i släktet Aedes och familjen stickmyggor.
Artens utbredningsområde är Henan (Kina). Inga underarter finns listade i Catalogue of Life.